# Steve Daniar
Stephen „Steve” Daniar (ur. 18 lipca 1955 w Fort William) – kanadyjski zapaśnik walczący w stylu wolnym. Olimpijczyk z Montrealu 1976, gdzie odpadł w eliminacjach w wadze do 100 kg.
Brązowy medalista igrzysk panamerykańskich w 1979. Trzeci w Pucharze Świata w 1977 i czwarty w 1976. Zwyciężył na Igrzyskach Wspólnoty Narodów w 1986. Mistrz Wspólnoty Narodów w 1985 roku.